# Colonia San Javier
Colonia San Javier är en ort i Mexiko.   Den ligger i kommunen Purísima del Rincón och delstaten Guanajuato, i den centrala delen av landet, 300 km nordväst om huvudstaden Mexico City. Colonia San Javier ligger 1 789 meter över havet och antalet invånare är 399.
Terrängen runt Colonia San Javier är platt norrut, men söderut är den kuperad. Runt Colonia San Javier är det ganska tätbefolkat, med 129 invånare per kvadratkilometer. Närmaste större samhälle är San Francisco del Rincón, 4,7 km sydost om Colonia San Javier. I omgivningarna runt Colonia San Javier växer huvudsakligen savannskog.